# 트랜스아시아 항공 222편 추락 사고

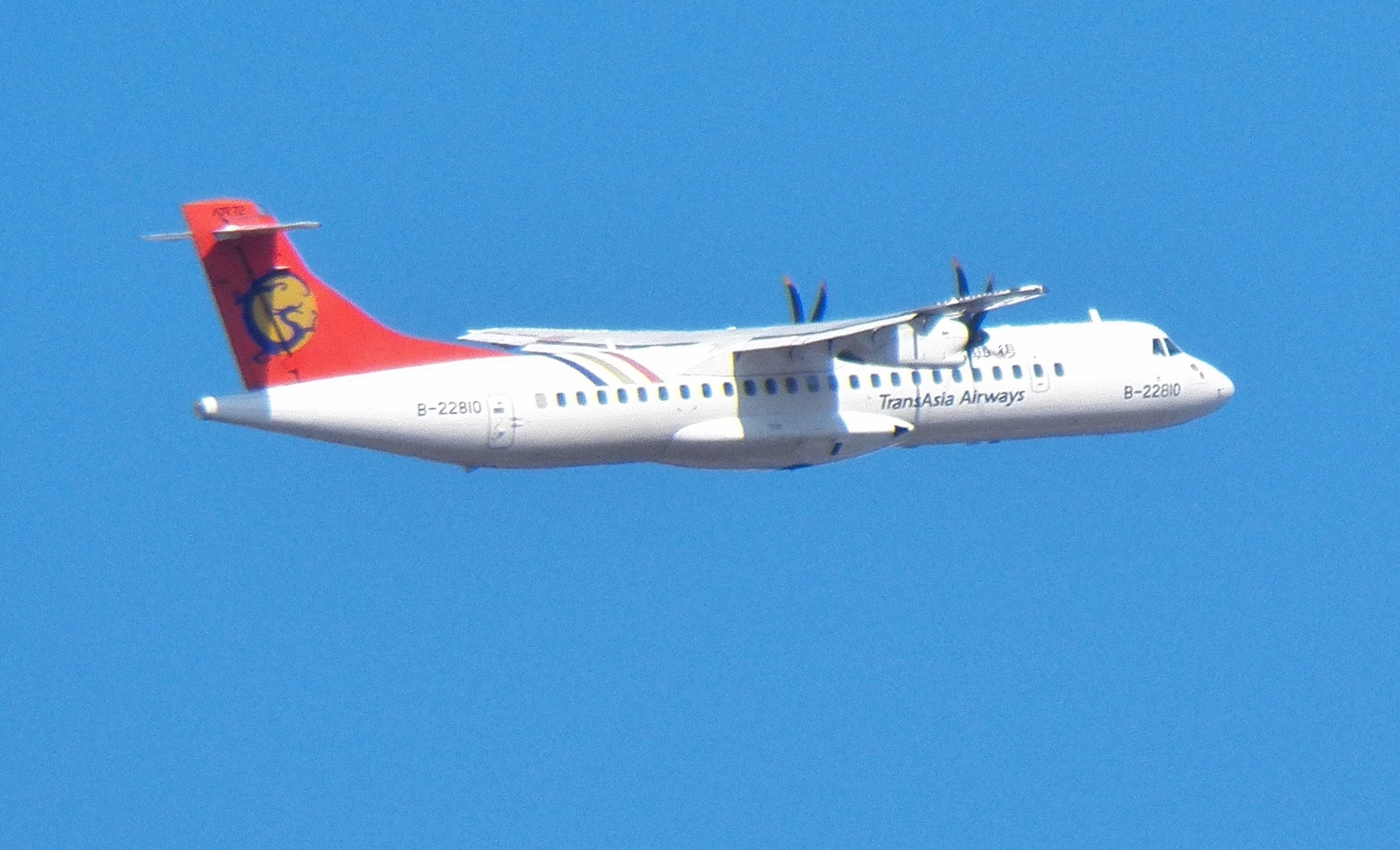

트랜스아시아 항공 222편은 가오슝 국제공항에서 마궁 공항으로 향하던 트랜스아시아 항공의 정기 여객편이다. 2014년 7월 23일, 마궁 공항에서 착륙에 실패하여, 복행을 시도했지만 상승하지 못하고, 인근 마을의 민가에 추락했다. 승객 54명, 승무원 4명 중 48명의 사망이 확인되었다. 또한 이 사고로 민가 2채가 휩쓸려 4명이 부상당했다.

## 탑승자 명단
| 국적   | 명수 |
| ------ | ---- |
| 프랑스 | 2    |
| 타이완 | 56   |
| 전체   | 58   |

## 같이 보기
- 트랜스아시아 항공 235편 추락 사고